# Анна-Мая Генрикссон
Анна-Мая Генрикссон (фін. Anna-Maja Kristina Henriksson, до шлюбу Форсс (фін. Forss); нар. 7 лютого 1964, Якобстад, Фінляндія) — фінська державна, політична діячка, юристка; депутатка парламенту Фінляндії, чинна міністерка юстиції в кабінеті Санни Марін, сформованому 10 грудня 2019; перша в партійній історії жінка-голова (лідер) Шведської народної партії (з 2016).

## Життєпис
Народилася 7 лютого 1964 в місті Якобстад в Фінляндії.
Вивчала право в Гельсінському університеті, 1987 року здобула ступінь магістра права.
З 1997 — членкиня міської Ради Якобстада.
У 2003–2004 — спеціальна радниця при міністрі фінансів Улле-Май Відероос.
На парламентських виборах 2007 року Генрикссон обрана в Едускунту по виборчому округу у Ваасі, де набрала 4600 голосів. На парламентських виборах 2011 року переобралась від того ж виборчого округу, набравши 8392 голосів.
22 червня 2011 призначена міністром юстиції в кабінеті уряду Юркі Катайнена.
У квітні 2012 оголосила про намір балотуватися на пост голови Шведської народної партії, але на партійному форумі, що проходив у Кокколі з 9 по 10 червня 2012, поступилася (144 голоси проти 106) Карлу Гаглунду, що був обраний новим лідером партії.
2013 року за результатами внутрішньовідомчого розслідування, проведеного в надвірному суді Гельсінкі, що виявив уживання суддями расистських висловлювань, висловилася з різкою критикою явища, що виникло.
24 червня 2014 зберегла пост міністра юстиції в новому уряді. Подала у відставку з усім кабінетом 29 травня 2015.
31 березня 2016 заявила про намір балотуватися на пост голови Шведської народної партії і на партійному з'їзді 12 червня здобула перемогу, ставши першою в історії партії жінкою-головою.
27 травня 2018 на партійному з'їзді в Оулу переобрана на цю посаду.
6 червня 2019 одержала портфель міністра юстиції в кабінеті Рінне, 10 грудня — в кабінеті Марін.

## Родина
- Чоловік (з 1991) — Янне Йоганнес Генрикссон (фін. Janne Johannes Henriksson)